# Baden-Baden
Baden-Baden (pronunciación en alemán: /ˈbaːdn̩ ˈbaːdn̩/ⓘ) es una ciudad de Alemania perteneciente al estado federado de Baden-Wurtemberg, situada en el valle del Oos, sobre las laderas de la Selva Negra, cerca de la frontera francoalemana. Localizada en el Stadtkreis de Baden-Baden, contaba con una población de 54 307 habitantes en 2016. Como uno de los grandes balnearios de Europa, Baden-Baden es Patrimonio de la Humanidad.

## Historia
Se dice que el emperador romano Caracalla frecuentaba el lugar, y en su recuerdo una de las termas de la actualidad llevan su nombre.
Capital del Margraviato de Baden desde 1535, fue saqueada e incendiada por las tropas francesas el 24 de agosto de 1689 durante la guerra de los Nueve Años. En 1705 Luis Guillermo trasladaría su residencia a Rastatt.
En el siglo XIX la burguesía europea empezó a ir a este lugar para descansar. Surgieron grandes establecimientos termales, teatro, hipódromo y el casino, uno de los más lujosos del mundo. También está aquí uno de los últimos palacios habitados de Europa.
Tras el final de la Segunda Guerra Mundial, Baden-Baden fue sede del cuartel general de las fuerzas de ocupación francesas en Alemania.

## Monumentos y lugares de interés

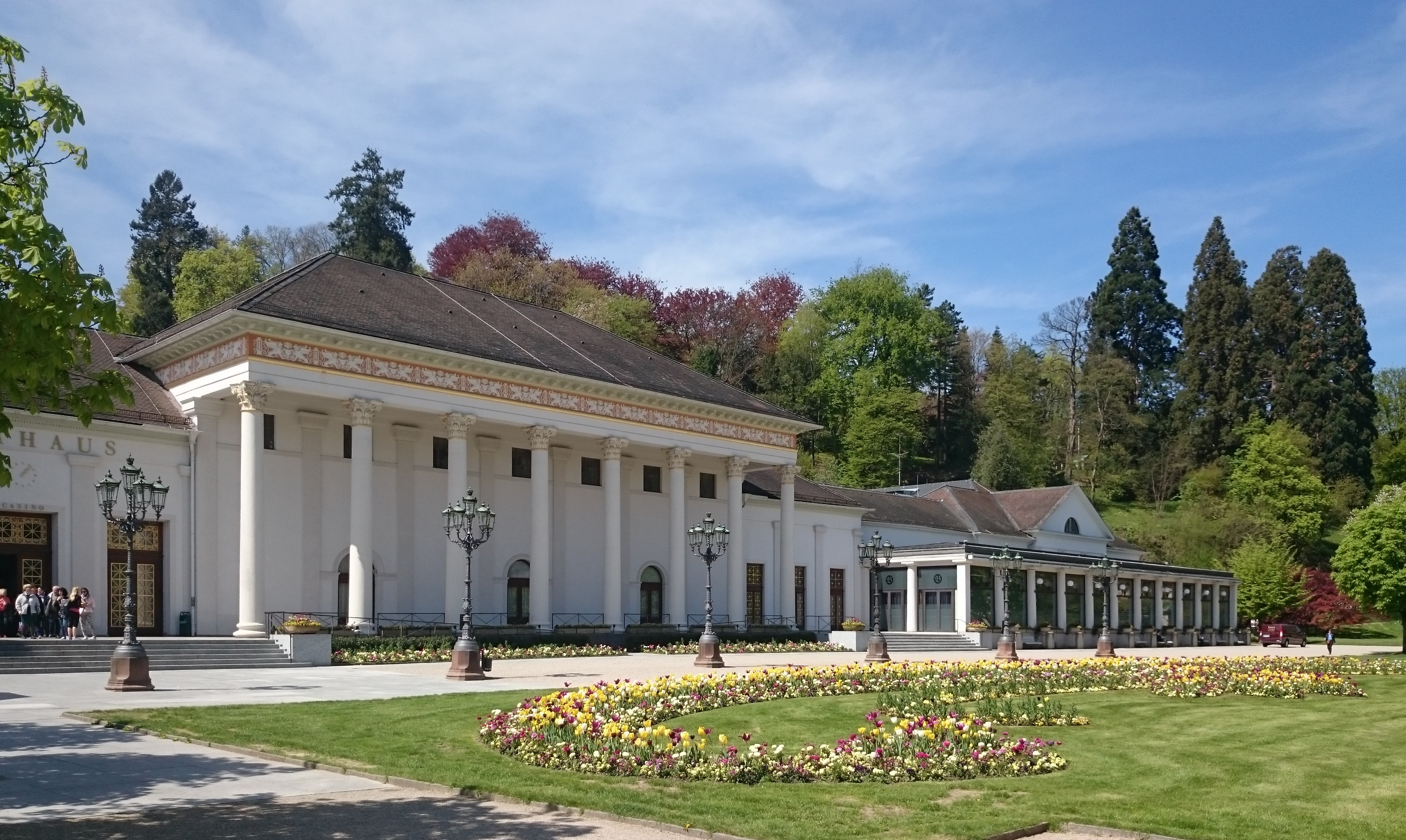
El Kurhaus

- El Kurhaus es un edificio construido entre 1821 y 1824 por Friedrich Weinbrenner, que alberga el lujoso y famoso Casino de Baden-Baden.En el interior hay salones para la extensa vida social de la ciudad, en las que también se celebran conciertos, galas y bailes. El Casino es famoso por la ostentación de sus decorados, inspirados en los palacios reales franceses, y por las personalidades que han acudido aquí tanto antiguamente como en la actualidad.
- El Palacio Nuevo (Neues Schloss) es un edificio construido a finales del siglo XIV sobre el anterior. Se encuentra en la colina de Florentinerberg y está rodeado por unos majestuosos jardines. El castillo es de propiedad particular, por lo que no se puede visitar, pero es muy agradable pasear hasta la terraza que se halla delante del mismo.
- El Palacio Viejo (Altes Schloss) o de Hohenbaden es una construcción que data de principios del siglo XII, propiedad de los Margraves de Baden, y que hoy en día está en ruinas. En el año 1599 fue casi totalmente destruido por un incendio, y al estar construido ya el nuevo palacio, los propietarios se trasladaron allí. Desde la torre del Palacio Viejo se contemplan unas impresionantes vistas de la ciudad, al igual que desde el patio central.
- El Lichtentaler Allee es un suntuoso jardín de estilo inglés, con más de 300 especies de árboles, separado por el río Oos. La frondosidad, el verdor y el enclave de todo este entorno hace que sea uno de los puntos más frecuentados por la burguesía, tanto antiguamente como en la actualidad. En sus inmediaciones existe también otro parque de inicios del siglo XX, la Gönneranlage, con hermosas fuentes y pérgolas.La Stiftskirche

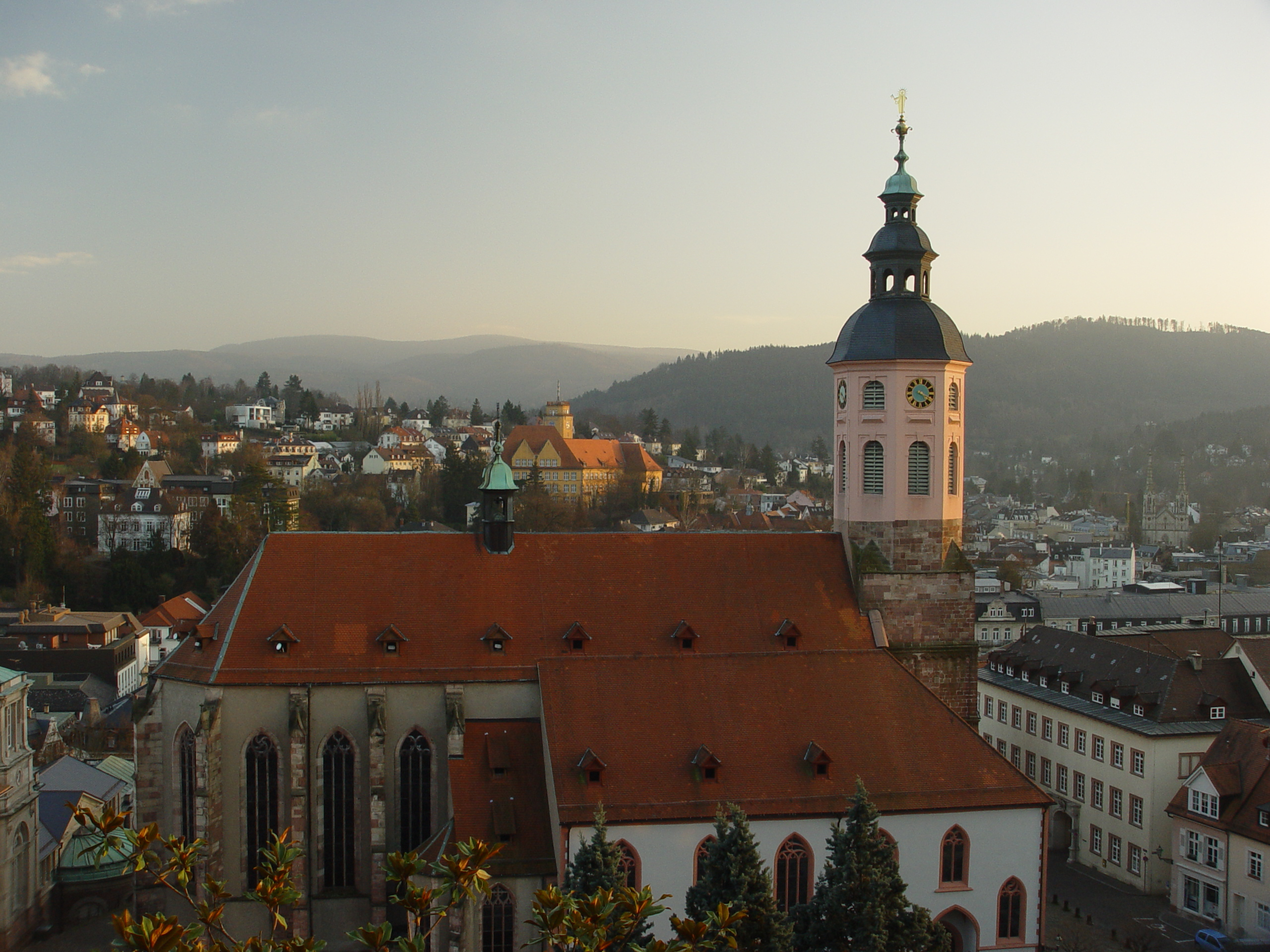
La Stiftskirche

- La Stiftskirche es una iglesia de estilo gótico construida en el siglo XV, donde se enterraban los Margraves de Baden. La imponente torre se erigió en el siglo XVIII, al mismo tiempo que se hacía el interior de estilo barroco. Posee un hermoso crucifijo del gótico final, una bella columna que alberga el sagrario y un monumento funerario del siglo XVIII.
- Las Ruinas del Balneario Romano son un museo de la antigua cultura del balneario. Se encuentran debajo de la Plaza del Mercado y del balneario Friedrichsbad. Con casi 2000 años, son una de las instalaciones balnearias mejor conservadas del estado de Baden-Wurtemberg. Las murallas romanas, que en algunos lugares tienen todavía una altura mayor que la de un hombre, están magníficamente conservadas, por lo que se puede apreciar cómo era la construcción de una pared romana y de una calefacción de suelo romana.

Baden-Baden
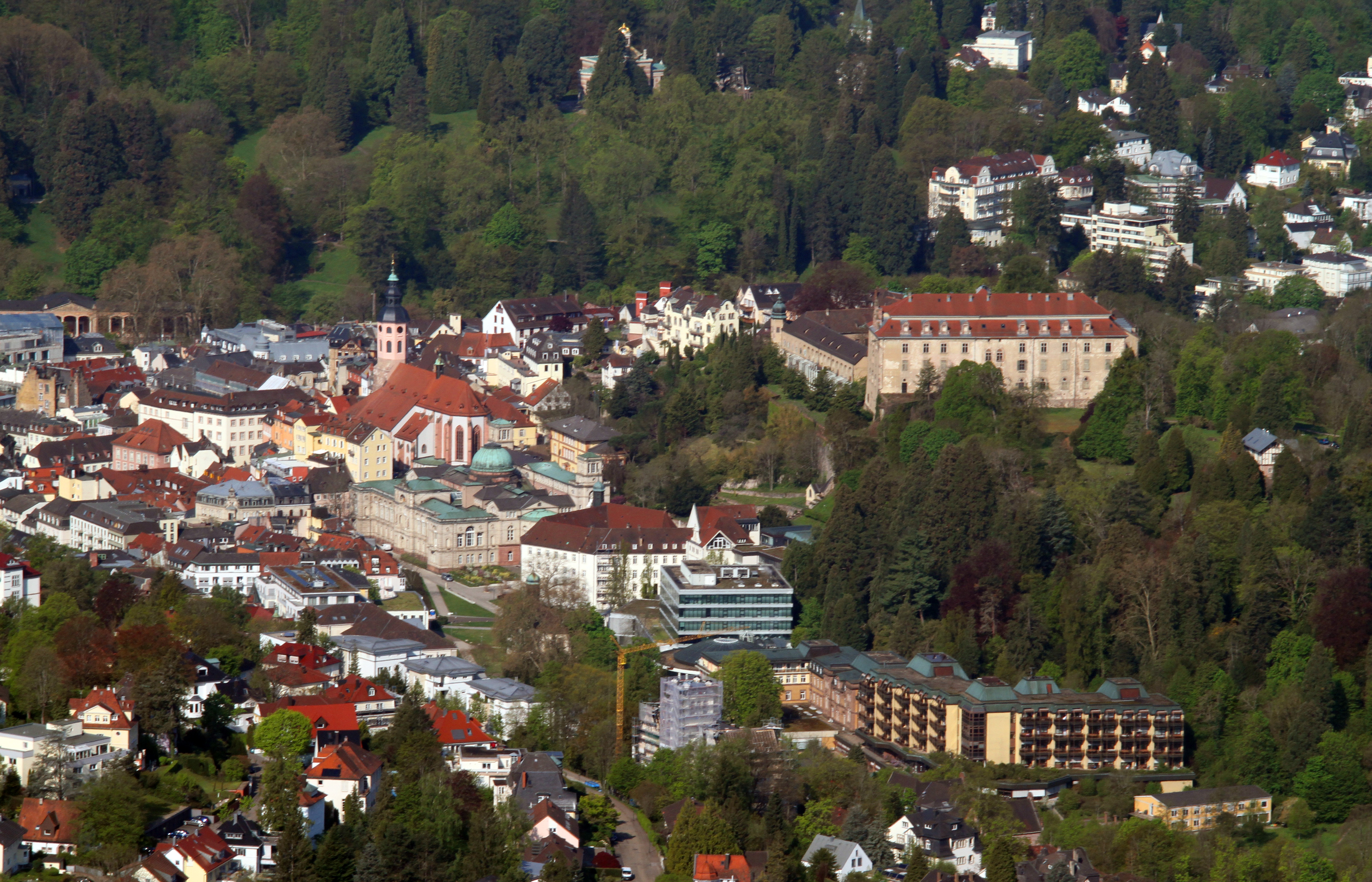
Centro de la ciudad
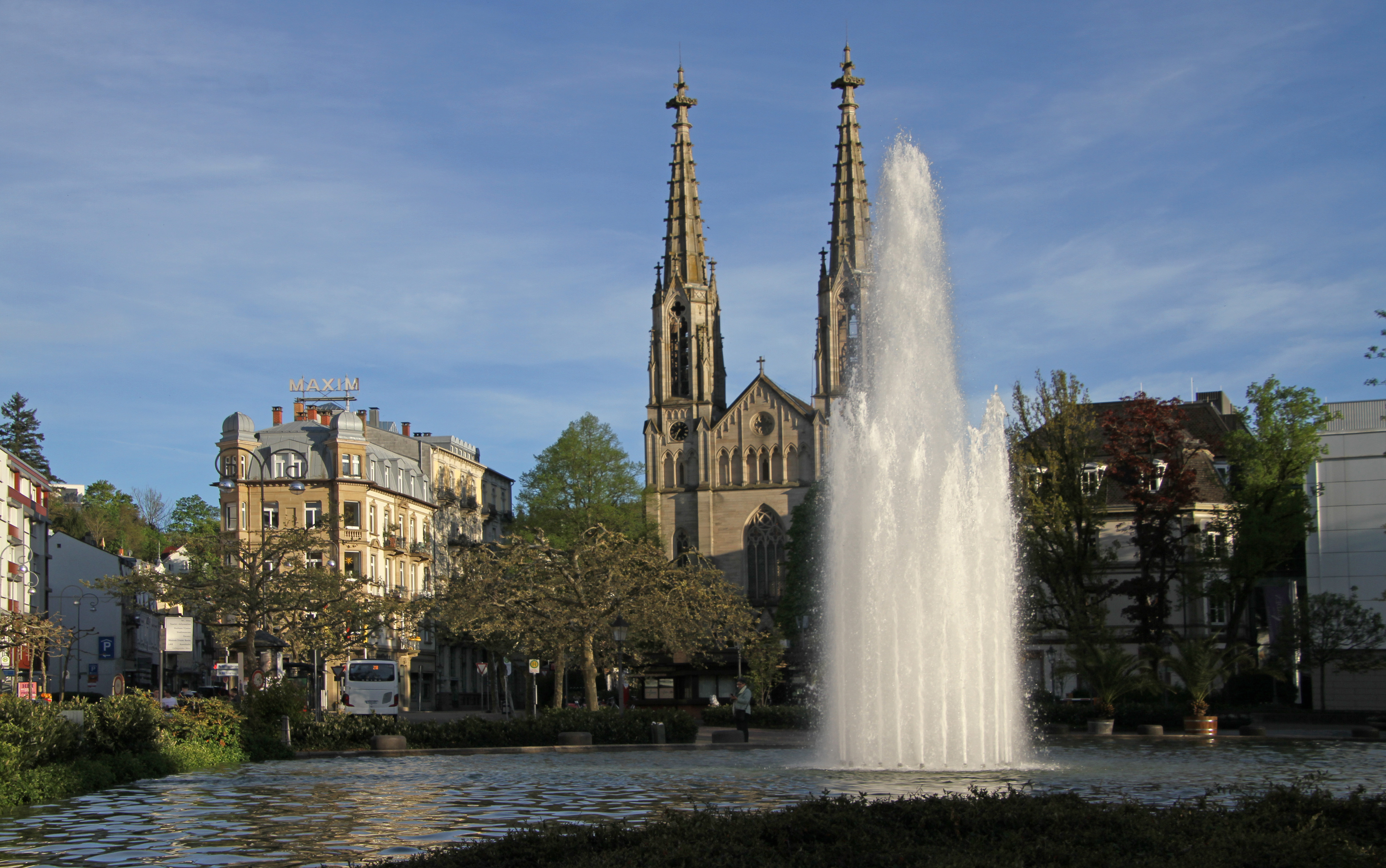
Iglesia protestante
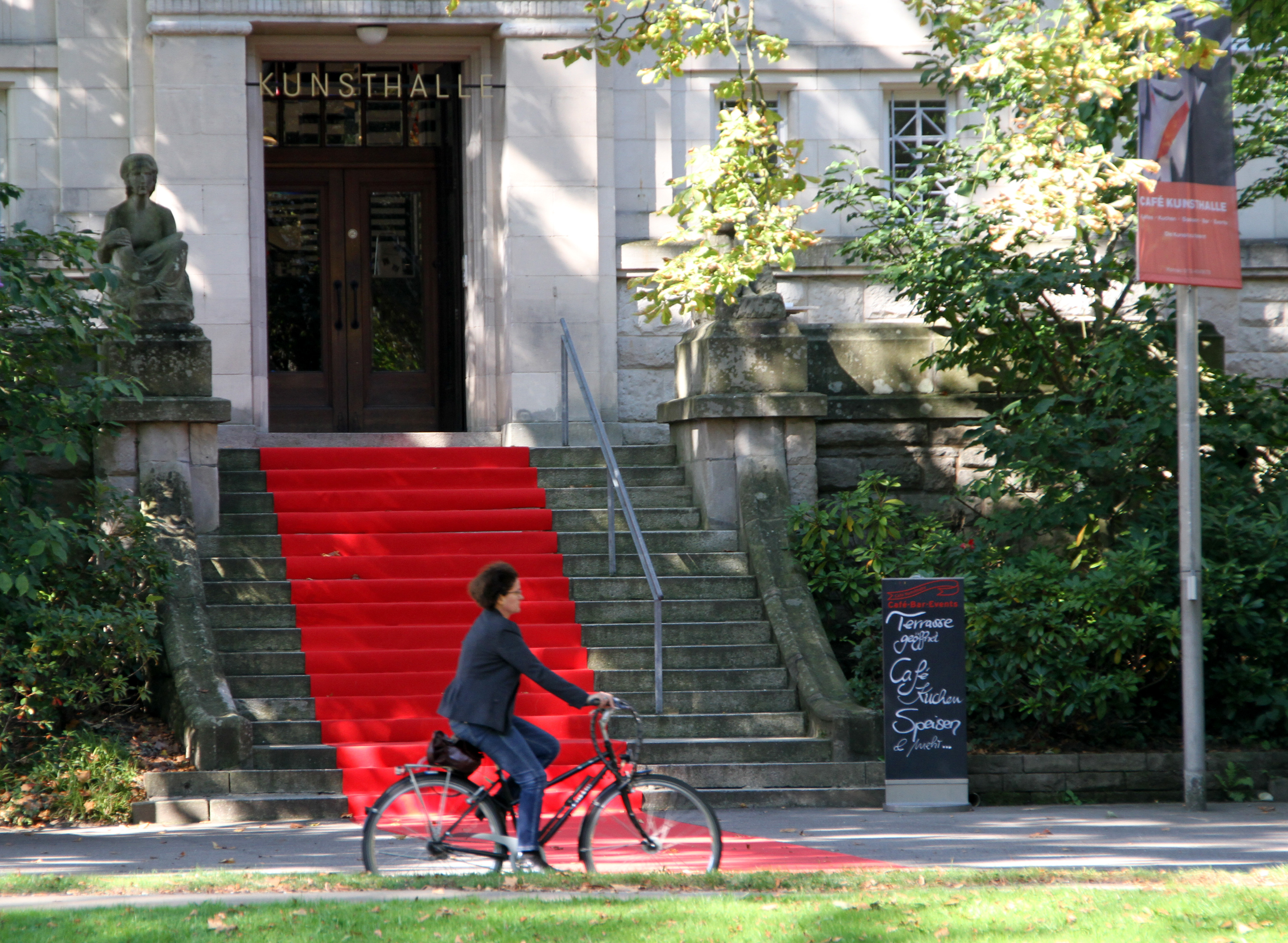
Galería de arte
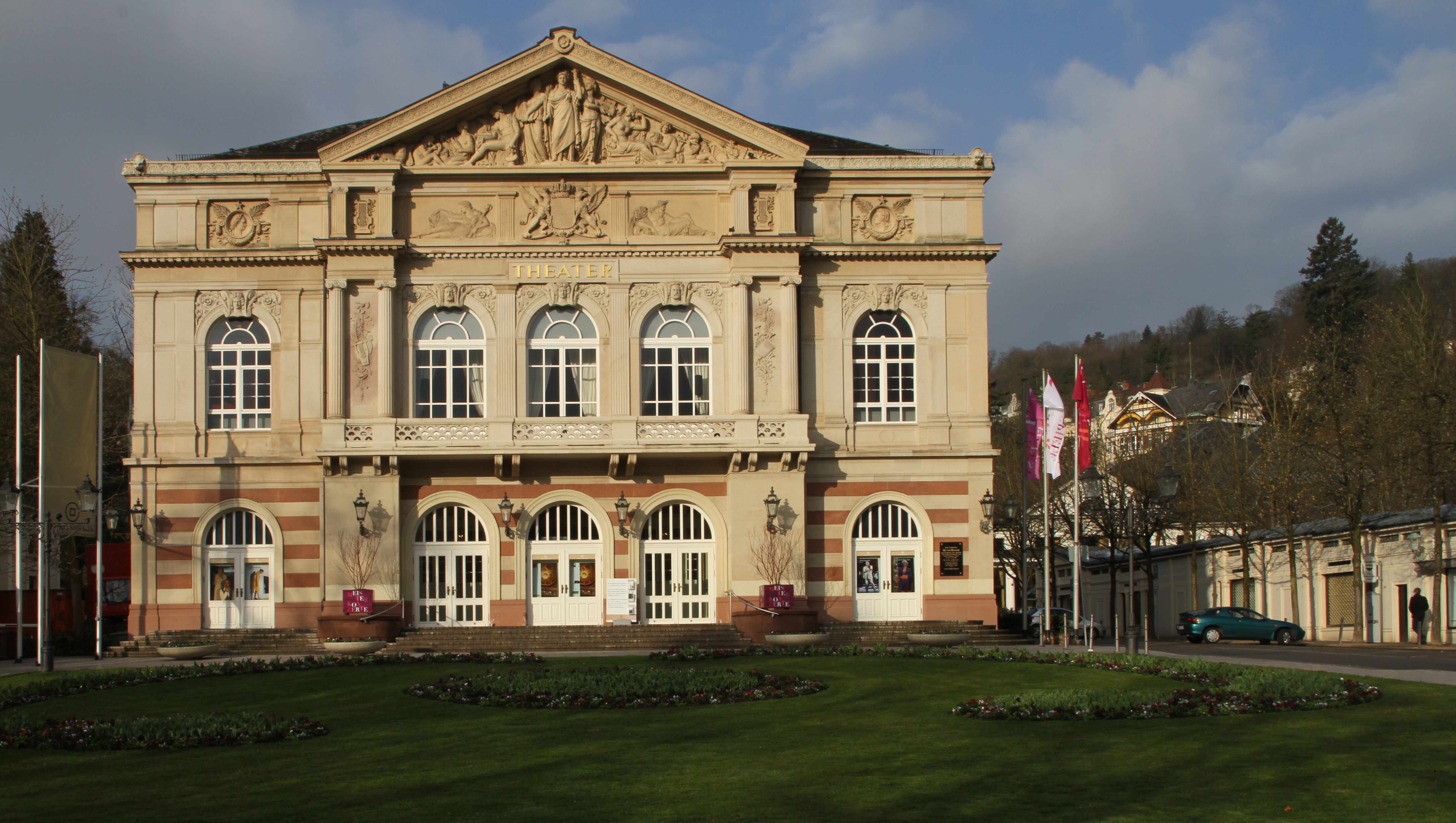
Teatro
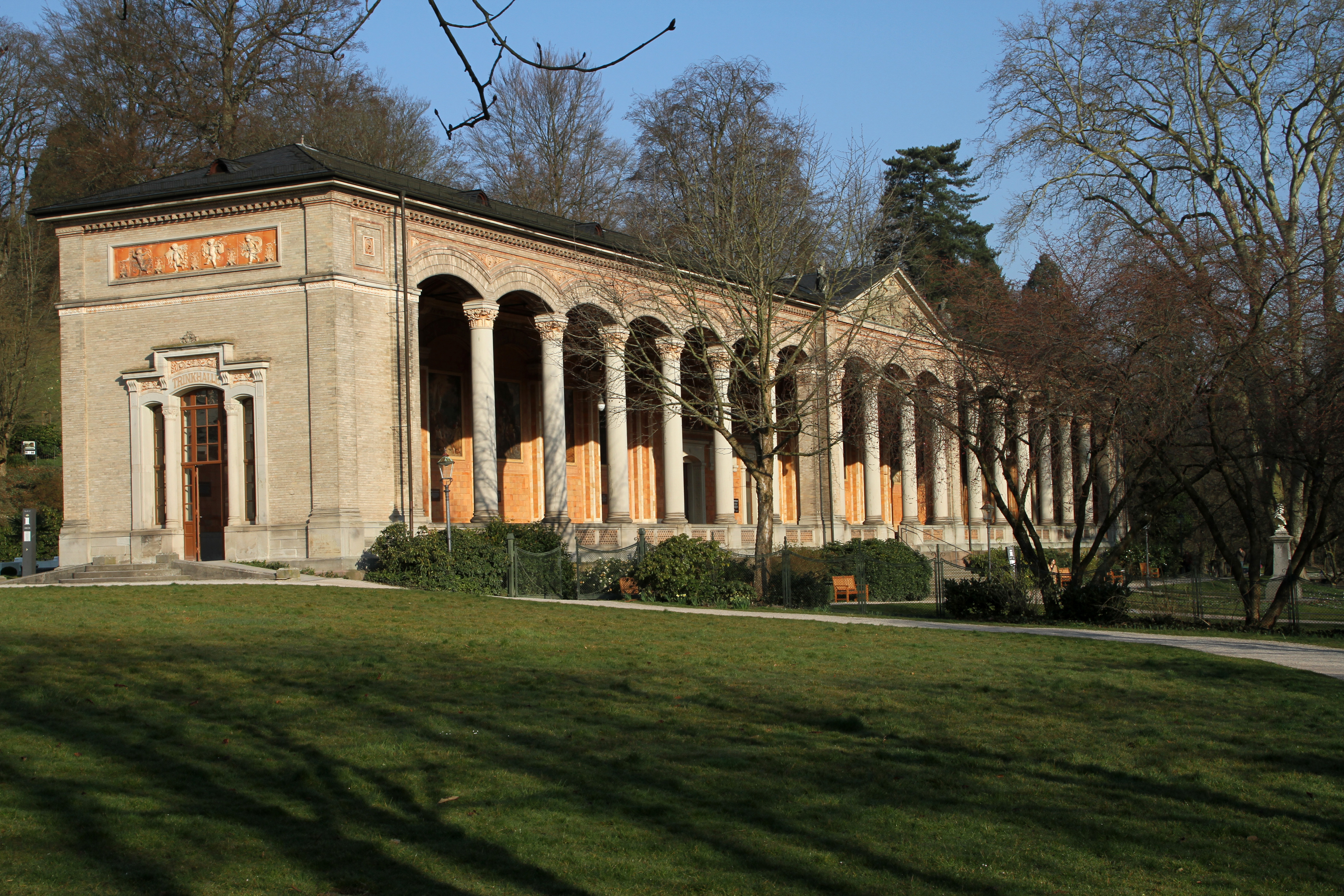
Galería para curas termales
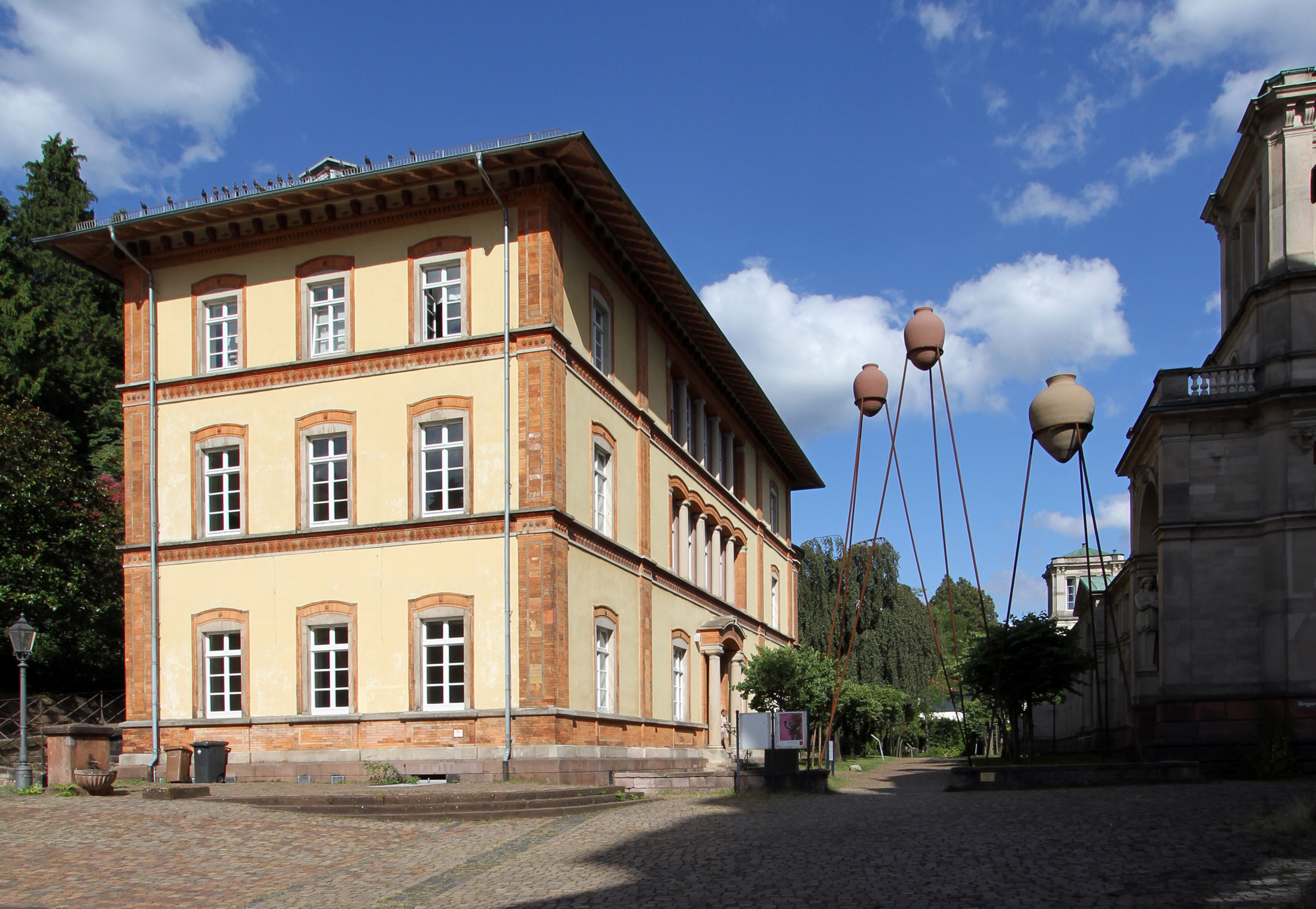
Antiguo baño de vapor
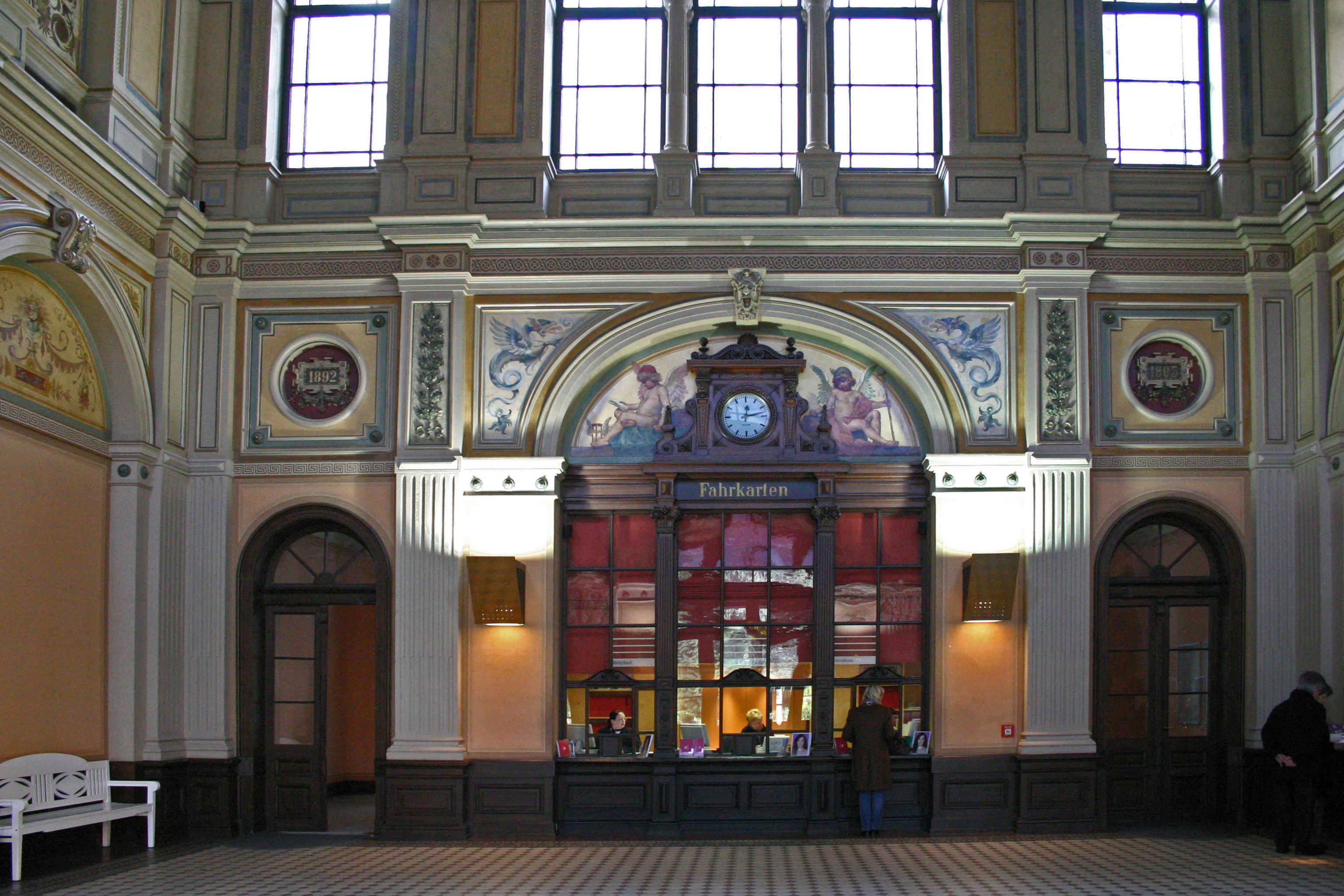
Salón de festivales
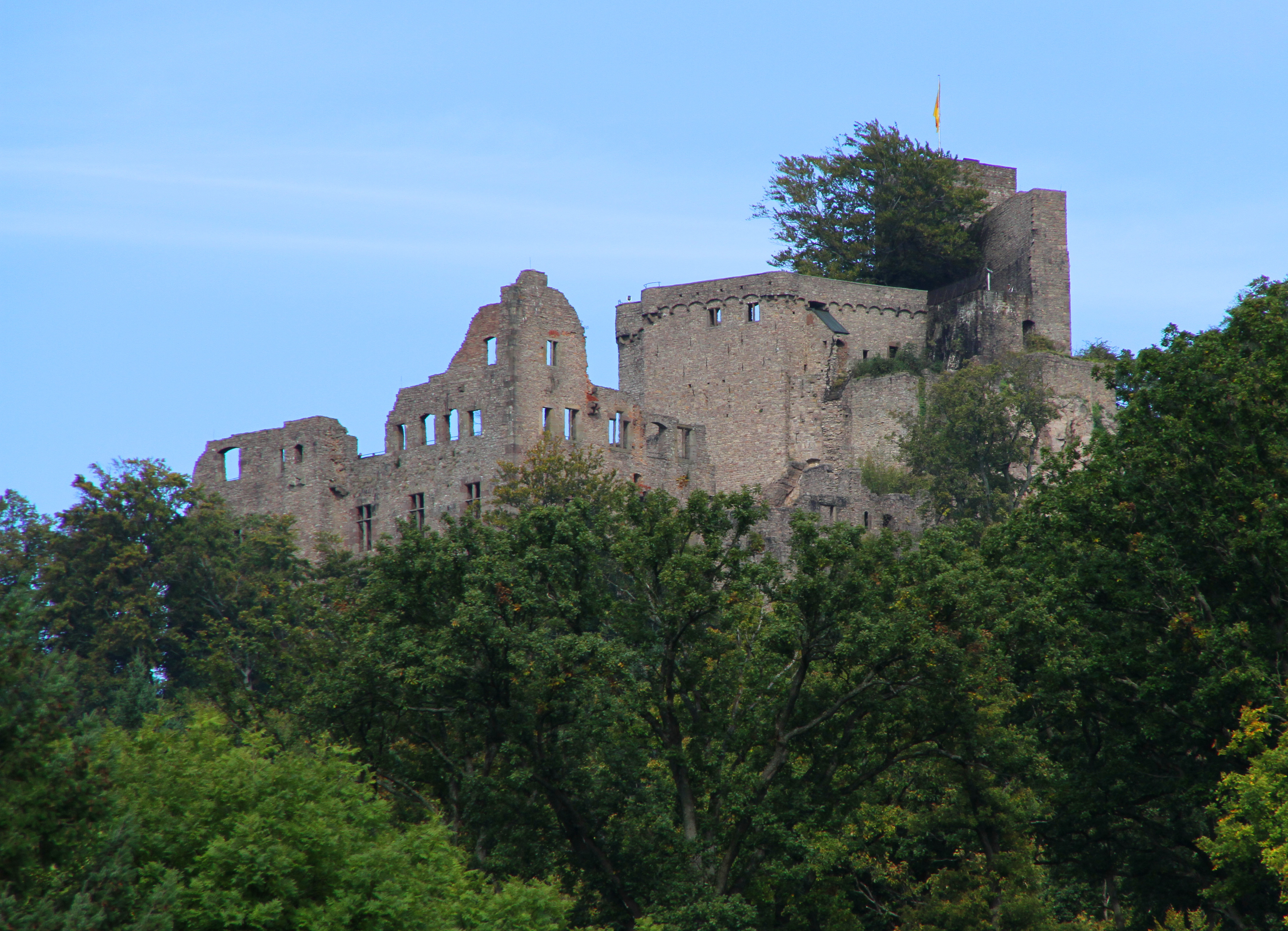
Palacio Antiguo
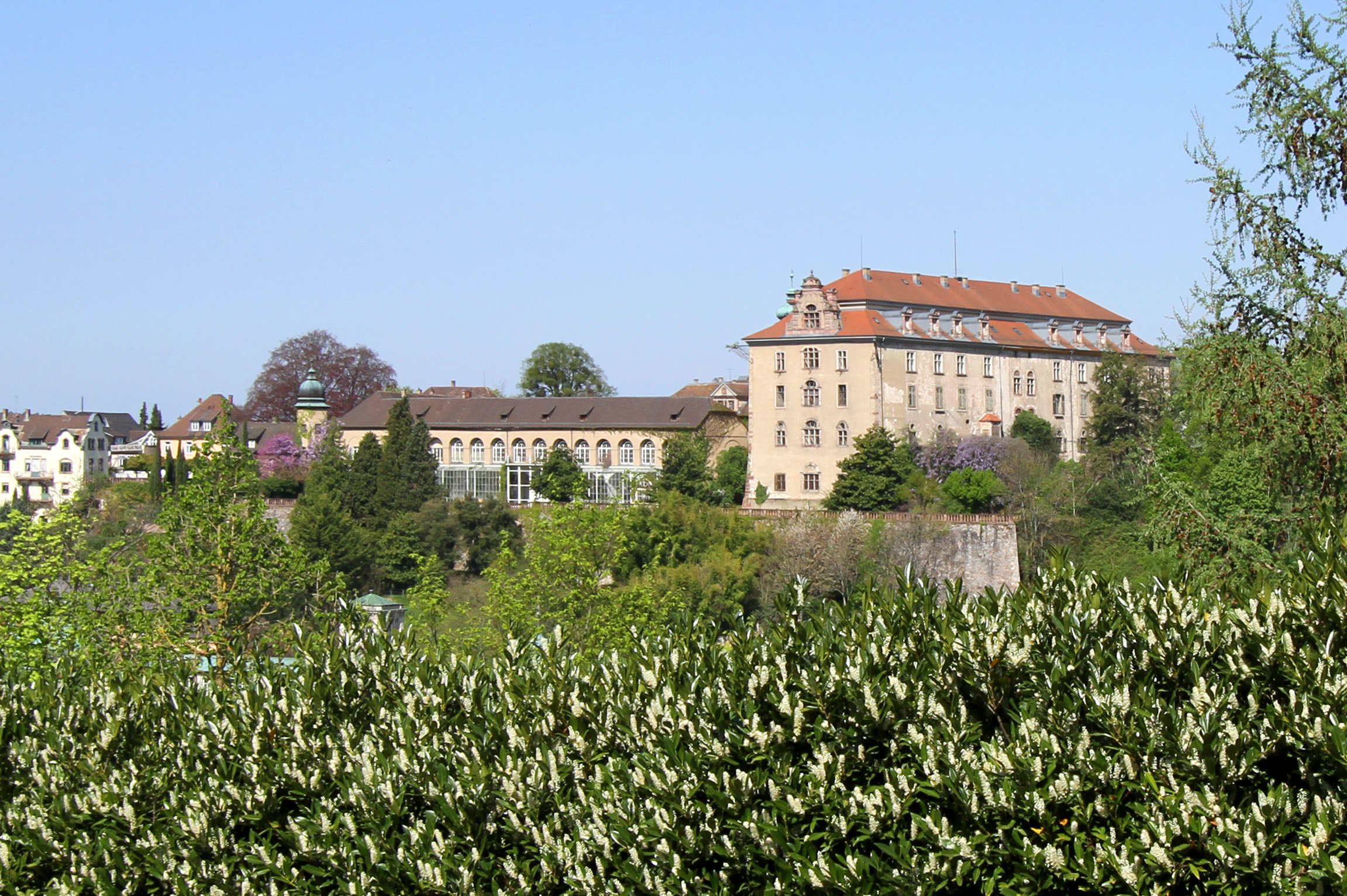
Palacio Nuevo
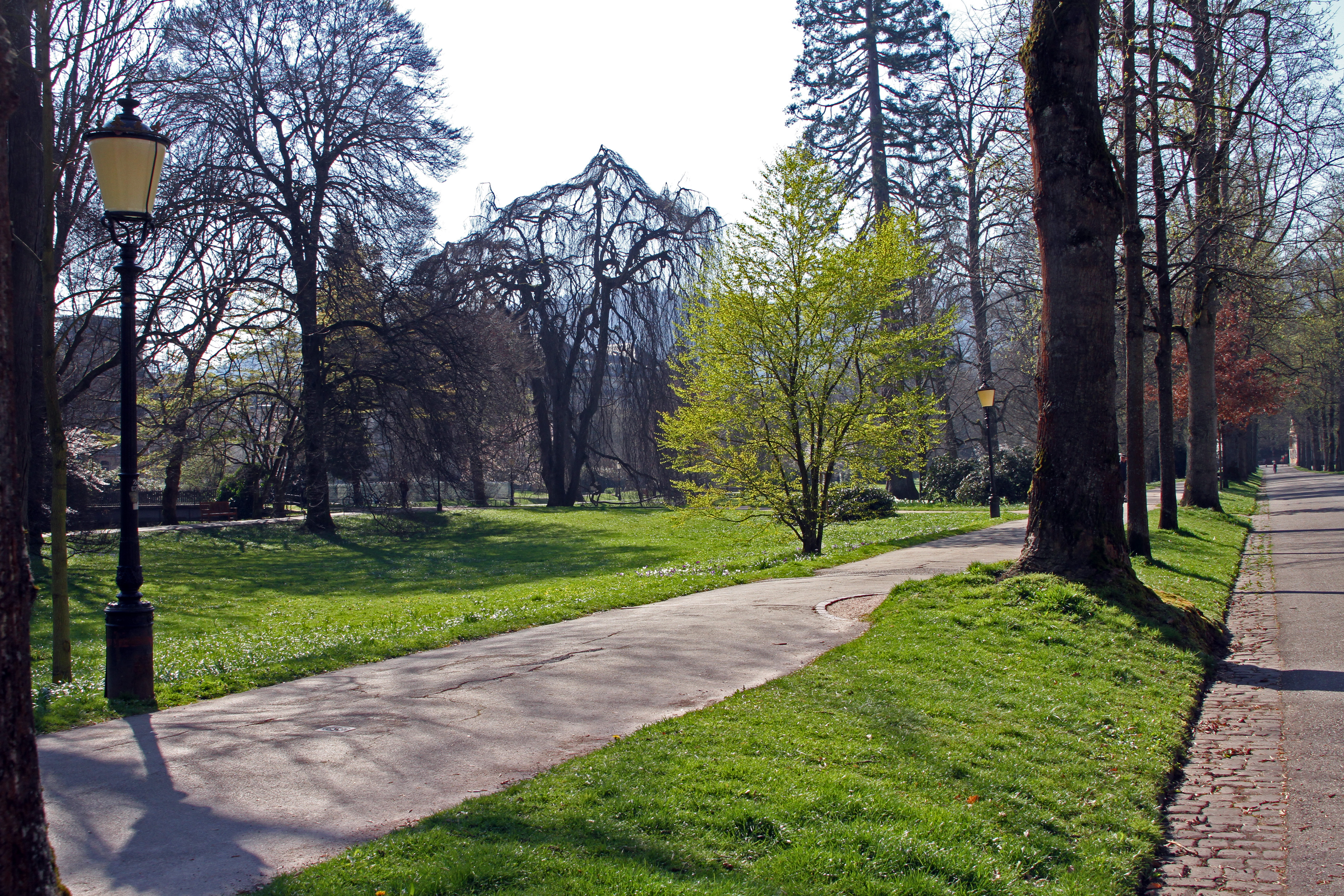
Alameda de Lichtental

## Hermanamientos
- Menton (Francia, desde 1961)
- Moncalieri (Italia, desde 1990)
- Freital (Alemania, desde 1990)
- Karlovy Vary (República Checa, desde 1998)
- Yalta (Ucrania-ilegalmente ocupada por Rusia-, desde 2000)
- Magaluf (España, desde diciembre de 2017)